# Tour de Constantine
Il Tour de Constantine (it. Giro di Costantina), ufficialmente Tour International de Constantine, è una corsa a tappe maschile di ciclismo su strada che si svolge attorno alla città di Costantina, in Algeria, ogni anno in marzo. Nata nel 2014, è subito entrata a far parte dell'UCI Africa Tour come evento di classe 2.2.

## Albo d'oro
Aggiornato all'edizione 2016.
| Anno | Vincitore              | Secondo             | Terzo                 |
| ---- | ---------------------- | ------------------- | --------------------- |
| 2014 | Sergey Belykh          | Thomas Lebas        | Miyataka Shimizu      |
| 2015 | Amanuel Gebrezgabihier | Abdelmalek Madani   | Abderrahmane Mansouri |
| 2016 | Tomas Vaitkus          | Jesus Alberto Rubio | Essaïd Abelouache     |